# Ян Багиль
Ян Багиль (словац. Ján Bahýľ, нар. 25 травня 1856 — пом. 13 березня 1916) — словацький винахідник та інженер. Він спеціалізувався у військовій науці, військовому конструюванні та інженерії. Літаючі об'єкти були його особливим захопленням. У 1895 році він отримав патент на гелікоптер.

## Біографія
Багиль народився у Зволенській Слатіні, Угорське королівство, Австрійська імперія. У 1869 році він закінчив Шахтарську академію у Банській Штявниці та отримав диплом з технічного креслення. Після цього він вступив на військову службу до Збройних сил Угорщини, де його технічні здібності були помічені старшими офіцерами. Після чого його перевели до технічного персоналу. Нове призначення дозволило Багилю навчатися у Віденській військовій академії, яку він закінчив у 1879 році та був комісований як лейтенант. Під час свого армійського періоду, Багиль розробив низку винаходів, багато з яких включали в себе гідравліку.

## Винаходи
Багиль фінансував свій перший винахід самостійно. Він називався паровий танк та був придбаний російськими збройними силами. Загалом Багиль отримав сімнадцять патентів, включаючи патенти на танкову помпу, монгольф'єр, поєднаний з повітряною турбіною, перший бензиновий двигун у Словаччині (у партнерсті з Антоном Маршалом), ліфт до Братиславського замку тощо. Він літав на гелікоптері однієї з найперших розробок, яку він розробив, використовуючи двигун внутрішнього згоряння як джерело енергії. 5 травня 1905 року ця модель досягла висоти 4,3 метри та пролетіла відстань у 1615 метрів.